# طريق تتبع الصاروخ
يشير طريق تتبع الصاروخ (بالإنجليزية: Track-via-missile)‏ أو TVM إلى تقنية لتوجيه الصواريخ والتي تجمع بين مميزات التوجيه شبه النشط بالرادار وتوجيه الأوامر بواسطة الراديو.

## الإيجابيات
- على عكس الصاروخ الموجه بالرادار النشط، لا ينبه الصاروخ الهدف إلى حقيقة أنه يصطدم به بتسليط موجات الراديو عليه. عادةً ما يدرك الهدف أنه يتم إضاءة بواسطة رادار صاروخ أرض-جو، لكنه لن يعرف بشكل مؤكد ما إذا كان سيتم استهدافه أم لا. الرادارات الحديثة ذات المصفوفات الطورية وبفضل عوارضها الرفيعة والجوانب الجانبية المنخفضة، تجعل اكتشاف الطائرة أكثر صعوبة.[1]
- على عكس صاروخ موجه بالرادار شبه النشطة، فإن الإلكترونيات اللازمة لحساب ومتابعة مسار الاعتراض لا تحتاج إلى أن تكون مدمجة في كل صاروخ، مما يقلل من تعقيدها ووزنها وتكلفتها. من الممكن أيضًا جعل الصواريخ أكثر دقة عن طريق استخدام خوارزميات أكثر تطوراً لحساب الاعتراض أكثر مما يمكن معالج الصاروخ. بالإضافة إلى ذلك، يمكن للمشغلين ضبط مسار رحلة الصاروخ طوال فترة الاشتباك، حتى أثناء مرحلة توجيه الصاروخ من المحطة.
- على عكس الصواريخ الموجهة بأوامر الراديو، ولأن مُستقبل رادار الصاروخ يكون أقرب بكثير إلى الهدف من المحطة الأرضية، يمكن إنشاء معلومات تتبع أكثر دقة لجهاز الكمبيوتر الخاص بالنظام. من الصعب أيضًا التشويش أو محاكاة إشارة التعقب.

من الممكن أيضًا أن تتلقى المحطة الأرضية انعكاسات رادارية مباشرة من الهدف (بدلاً من البيانات التي تم تنزيلها بواسطة الصاروخ) وتجمع بين مصدري المعلومات لإنشاء مسار اعتراض. هذا يضيف عنصرا إضافيا من المقاومة الإلكترونية للنظام.

## أمثلة
- منظومة الصواريخ الروسية أس - 300 (لدى حلف شمال الأطلسي تُعرف بأس - 300) مضادة للطائرات والصواريخ الباليستية.
- منظومة صواريخ إم آي إم-104 باتريوت الأمريكية المضادة للطائرات والسفن (مع بعض القدرات لاعتراض الصواريخ الباليستية)